# یواس‌اس مگپای (ای‌ام‌اس-۲۵)
یواس‌اس مگپای (ای‌ام‌اس-۲۵) (به انگلیسی: USS Magpie (AMS-25)) یک کشتی است که طول آن ۱۳۶ فوت (۴۱ متر) می‌باشد. این کشتی در سال ۱۹۴۳ ساخته شد.